# شب افتتاحیه (فیلم ۱۹۷۷)
شب افتتاحیه (به انگلیسی: Opening Night) فیلمی در ژانر درام روان‌شناسی به نویسندگی و کارگردانی جان کاساوتیس و محصول سال ۱۹۷۷ ایالات متحده آمریکا است. جنا رولندز، بن گازارا، جون بلوندل، پال استوارت، زاهره لمپرت، و کاساوتیس بازیگران فیلم هستند. شب افتتاحیه یکی از بهترین فیلم‌های کاساوتیس، و از شاخص‌ترین فیلم‌هایی‌ست که به تئاتر می‌پردازد؛ به احساس بازیگر روی صحنه، و دلهرهٔ او هنگام ایفای نقش. قهرمان فیلم با دغدغهٔ تنهایی روبه‌روست: تنهایی یک انسان، تنهایی یک زن، و تنهایی یک بازیگر روی صحنه. او با کارگردان، بازیگر مقابل، نقش، و در نهایت خودش در کشمکش است و این کشمکش‌ها به صحنهٔ تئاتر کشیده می‌شود.

## داستان

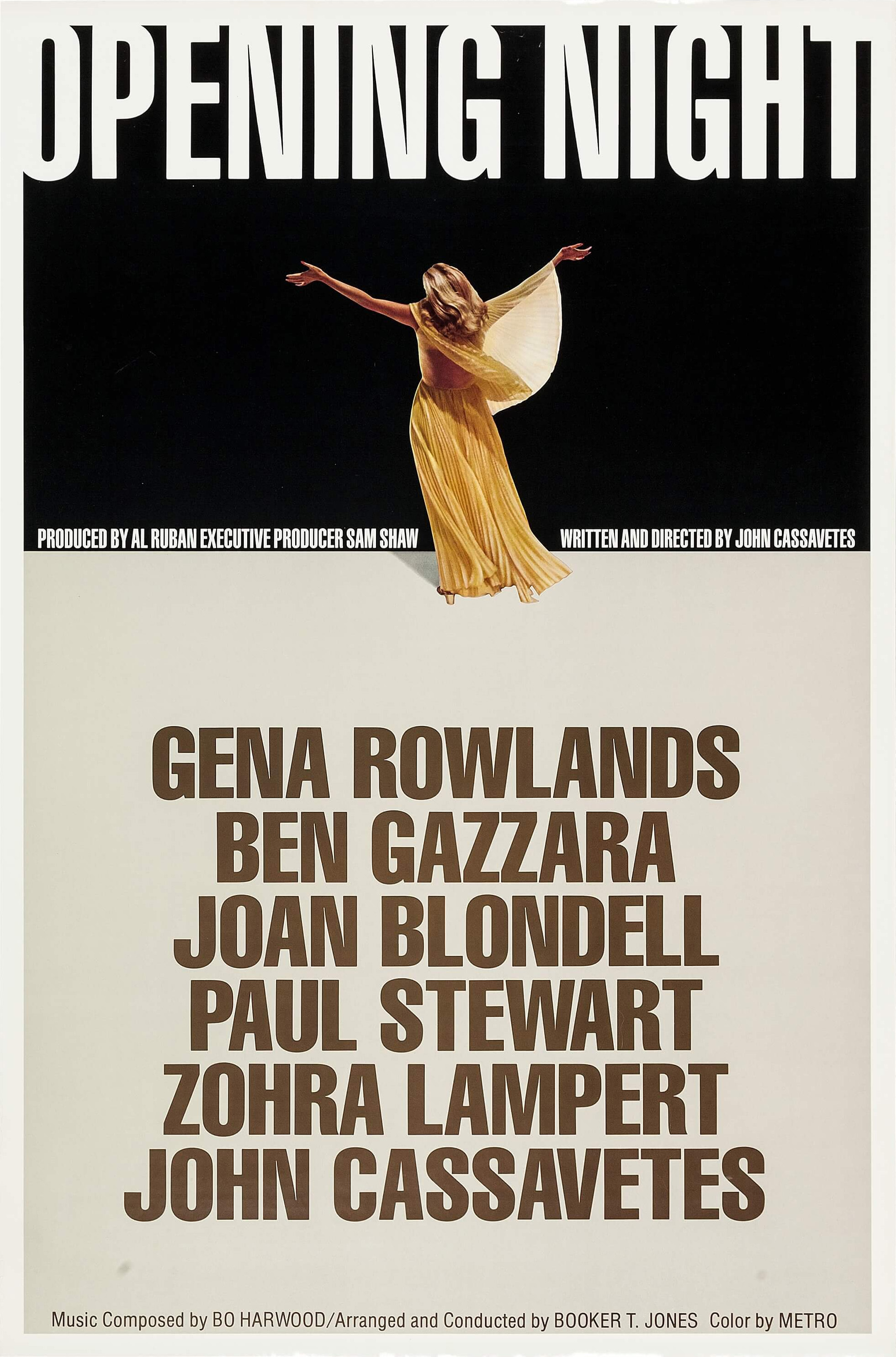
شب افتتاحیه

فیلم دربارهٔ زنی (میرتل) است که بازیگر تئاتر و سینماست و در نمایشی به نام «زن دوم» بازی می‌کند. نقش میرتل را جنا رولندز بازی می‌کند. او همسر جان کاساوتیس است که او هم در نقش موریس، یکی از بازیگران تئاتر، در کنار کارگردانی فیلم، در آن بازی می‌کند.
میرتل با نویسنده نمایشنامه و نقشی که بازی می‌کند و سن و سال‌اش در این نمایش، درگیر است…

## بازیگران
- جنا رولندز در نقش میرتل گوردن
- بن گازارا در نقش مانی ویکتور
- جون بلوندل در نقش سارا گود
- پال استوارت در نقش دیوید ساموئلز
- زاهره لمپرت در نقش دوروتی ویکتور
- لورا جانسون در نقش نانسی استین
- جان کاساوتیس در نقش موریس آرونز